# Wuppertaler Sport-Verein 2004-2005
Questa voce raccoglie le informazioni riguardanti il Wuppertaler Sport-Verein nelle competizioni ufficiali della stagione 2004-2005.

## Stagione
Nella stagione 2004-2005 il Wuppertal, allenato da Werner Kasper e Uwe Fuchs, concluse il campionato di Regionalliga nord al 5º posto.

## Rosa
| N. |                      | Ruolo | Calciatore            |
| -- | -------------------- | ----- | --------------------- |
| 1  | Germania (bandiera)  | P     | Christian Maly        |
| 2  | Germania (bandiera)  | D     | Karsten Baumann       |
| 3  | Polonia (bandiera)   | C     | Andrzej Kobylański    |
| 4  | Germania (bandiera)  | C     | Marc Narewsky         |
| 5  | Germania (bandiera)  | D     | Björn Mehnert         |
| 6  | Germania (bandiera)  | D     | Michael Stuckmann     |
| 7  | Germania (bandiera)  | C     | Markus Bayertz        |
| 8  | Germania (bandiera)  | C     | Nils Pfingsten-Reddig |
| 9  | Rep. Ceca (bandiera) | A     | Aleš Kohout           |
| 10 | Senegal (bandiera)   | C     | Jean Louis Tavarez    |
| 11 | Germania (bandiera)  | A     | Marius Sowislo        |
| 12 | Germania (bandiera)  | P     | Daniel Schell         |
| 13 | Germania (bandiera)  | A     | Holger Gaißmayer      |
| 14 | Germania (bandiera)  | A     | Oliver Ebersbach      |
| 15 | Germania (bandiera)  | D     | Nico Reckert          |

| N. |                       | Ruolo | Calciatore         |
| -- | --------------------- | ----- | ------------------ |
| 16 | Germania (bandiera)   | C     | Andreas Gensler    |
| 17 | Germania (bandiera)   | C     | Marc Bach          |
| 18 | Slovacchia (bandiera) | D     | Vladimir Hyza      |
| 20 | Germania (bandiera)   | D     | André Wiwerink     |
| 21 | Germania (bandiera)   | C     | Stephan Nachtigall |
| 22 | Germania (bandiera)   | C     | Thomas Rietz       |
| 23 | Germania (bandiera)   | A     | Dirk Heinzmann     |
| 24 | Germania (bandiera)   | C     | Tobias Gensler     |
| 33 | Germania (bandiera)   | C     | Dennis Malura      |
| 39 | Germania (bandiera)   | C     | Daniel Embers      |
|    | Germania (bandiera)   | P     | Marco Schulz       |
|    | Turchia (bandiera)    | D     | Devrim Kalaycı     |
|    | Germania (bandiera)   | D     | Frank Schön        |
|    | Germania (bandiera)   | A     | Mustafa Celik      |

## Organigramma societario
Area tecnica
- Allenatore: Uwe Fuchs
- Allenatore in seconda: Thomas Stickroth
- Preparatore dei portieri:
- Preparatori atletici:
- Analisi video:

## Calciomercato

### Sessione estiva
| Acquisti | Acquisti              | Acquisti           | Acquisti |
| R.       | Nome                  | da                 | Modalità |
| -------- | --------------------- | ------------------ | -------- |
| A        | Mustafa Celik         | Bonner             |          |
| C        | Tobias Gensler        | Borussia Wuppertal |          |
| A        | Dirk Heinzmann        | Borussia Wuppertal |          |
| C        | Andrzej Kobylański    | Wisła Płock        |          |
| C        | Stephan Nachtigall    | Rot-Weiss Essen    |          |
| C        | Nils Pfingsten-Reddig | Hannover 96        |          |
| D        | Frank Schön           | Fortuna Düsseldorf |          |
| D        | Michael Stuckmann     | Wattenscheid 09    |          |

| Cessioni | Cessioni       | Cessioni        | Cessioni |
| R.       | Nome           | a               | Modalità |
| -------- | -------------- | --------------- | -------- |
| D        | Daniel Funken  | Wuppertal II    |          |
| C        | Michael Borzek | Bocholt         |          |
| D        | Arthur Matlik  | Wattenscheid 09 |          |
| C        | Marcus Voike   | Yurdumspor      |          |

### Sessione invernale
| Acquisti | Acquisti       | Acquisti        | Acquisti |
| R.       | Nome           | da              | Modalità |
| -------- | -------------- | --------------- | -------- |
| C        | Daniel Embers  | Coblenza        |          |
| C        | Dennis Malura  | Union Solingen  |          |
| D        | André Wiwerink | Rot-Weiss Essen |          |

| Cessioni | Cessioni       | Cessioni        | Cessioni |
| R.       | Nome           | a               | Modalità |
| -------- | -------------- | --------------- | -------- |
| A        | Mike Terranova | Wattenscheid 09 |          |

## Risultati

### Regionalliga

#### Girone di andata
| Arbitro: | Gräfe |

|  |           |                    |
|  | Marcatori | 52’ Mazingu-Dinzey |

| Arbitro: | Jauch |

|                                               |           |                             |
| Catic 22’ (rig.), 45’ Hauswald 57’ Coiner 58’ | Marcatori | 37’ Ebersbach 65’ Gaißmayer |

| Arbitro: | Kemmling |

|                   |           |          |
| Kohout 56’ (rig.) | Marcatori | 41’ Löbe |

| Arbitro: | Henschel |

|                   |           |                               |
| Porcello 42’, 77’ | Marcatori | 23’ Tavarez 71’ (rig.) Kohout |

| Arbitro: | Schempershauwe |

|  |           |                                      |
|  | Marcatori | 13’, 17’, 90’ Steegmann 22’ Seggewiß |

| Wuppertal 28 agosto 2004, ore 14:00 CEST 6ª giornata | Wuppertal | 0 – 0 referto | Fortuna Düsseldorf | Stadion am Zoo (6 149 spett.)\| Arbitro: \| Anklam \| |
| Arbitro:                                             | Anklam    |               |                    |                                                       |

| Arbitro: | Kleve |

|               |           |            |
| Gaißmayer 88’ | Marcatori | 49’ Kullig |

| Arbitro: | Frank |

|  |           |                         |
|  | Marcatori | 14’ Reckert 37’ Tavarez |

| Arbitro: | Rosenkranz |

|                      |           |  |
| Pfingsten-Reddig 41’ | Marcatori |  |

| Arbitro: | Steinhaus-Webb |

|                                        |           |           |
| Tammen 44’, 45’ Küsters 54’ Gockel 84’ | Marcatori | 6’ Kohout |

| Arbitro: | Fischer |

|              |           |  |
| Stuckmann 4’ | Marcatori |  |

| Arbitro: | Gagelmann |

|           |           |                                               |
| Marić 80’ | Marcatori | 12’ Pfingsten-Reddig 54’ Narewsky 90’ Sowislo |

| Arbitro: | Schempershauwe |

|             |           |                            |
| Gensler 67’ | Marcatori | 72’ (rig.) Gruev 88’ Sieah |

| Arbitro: | Kuhl |

|                                             |           |         |
| Salihović 41’ Čović 47’ Kretschmer 53’, 82’ | Marcatori | 7’ Bach |

| 30 ottobre 2004 15ª giornata |  | – turno di riposo |  |  |

| Arbitro: | Bornhorst |

|                                               |           |              |
| Tavarez 10’ Gensler 17’ Bach 25’ Narewsky 38’ | Marcatori | 74’ Sandmann |

| Arbitro: | Bippen |

|              |           |             |
| Federico 59’ | Marcatori | 74’ Gensler |

| Arbitro: | Kinhöfer |

|  |           |                               |
|  | Marcatori | 15’ Reichenberger 54’ de Jong |

| Arbitro: | Joerend |

|          |           |              |
| Haas 24’ | Marcatori | 83’ Narewsky |

#### Girone di ritorno
| Arbitro: | Bornhorst |

|              |           |               |
| Palikuca 16’ | Marcatori | 77’ Ebersbach |

| Arbitro: | Gagelmann |

|              |           |  |
| Narewsky 69’ | Marcatori |  |

| Arbitro: | Kleve |

|           |           |  |
| Spork 62’ | Marcatori |  |

| Arbitro: | Otte |

|  |           |               |
|  | Marcatori | 49’ Wieczorek |

| Arbitro: | Bippen |

|  |           |                         |
|  | Marcatori | 76’ Wiwerink 88’ Kohout |

| Arbitro: | Schriever |

|                          |           |  |
| Policella 2’ Podszus 65’ | Marcatori |  |

| Arbitro: | Schempershauwe |

|                                          |           |             |
| Kullig 45’ (rig.) Doğan 49’ Schröder 83’ | Marcatori | 37’ Bayertz |

| Arbitro: | Henschel |

|               |           |  |
| Stuckmann 30’ | Marcatori |  |

| Arbitro: | Kleve |

|             |           |                                    |
| Banecki 22’ | Marcatori | 28’ Tavarez 68’ Gensler 90’ Embers |

| Arbitro: | Jauch |

|               |           |  |
| Stuckmann 74’ | Marcatori |  |

| Braunschweig 9 aprile 2005, ore 14:00 CEST 30ª giornata | Eintracht Braunschweig | 0 – 0 referto | Wuppertal | Stadion an der Hamburger Straße (12 300 spett.)\| Arbitro: \| Melms \| |
| Arbitro:                                                | Melms                  |               |           |                                                                        |

| Arbitro: | Kuhl |

|                     |           |  |
| Romanczuk 5’ (aut.) | Marcatori |  |

| Arbitro: | Thielert |

|            |           |                  |
| Baltes 50’ | Marcatori | 17’ (aut.) Evers |

| Arbitro: | Joerend |

|                             |           |           |
| Ebersbach 65’ Heinzmann 75’ | Marcatori | 90’ Samba |

| 7 maggio 2005 34ª giornata |  | – turno di riposo |  |  |

| Arbitro: | Kleve |

|           |           |                                    |
| Dobrý 30’ | Marcatori | 55’ Pfingsten-Reddig 73’ Heinzmann |

| Arbitro: | Rosenkranz |

|              |           |  |
| Narewsky 70’ | Marcatori |  |

| Arbitro: | Anklam |

|                                               |           |                                               |
| Reichenberger 33’ Menga 53’, 68’ Feldhoff 73’ | Marcatori | 8’ Bayertz 42’ Pfingsten-Reddig 88’ Heinzmann |

| Arbitro: | Schößling |

|                                               |           |                                     |
| Heinzmann 37’, 73’ Ebersbach 49’ Narewsky 56’ | Marcatori | 25’ Sen 31’ Laas 55’ (aut.) Gensler |

## Statistiche

### Statistiche di squadra
| Competizione      | Punti | In casa | In casa | In casa | In casa | In casa | In casa | In trasferta | In trasferta | In trasferta | In trasferta | In trasferta | In trasferta | Totale | Totale | Totale | Totale | Totale | Totale | DR |
| Competizione      | Punti | G       | V       | N       | P       | Gf      | Gs      | G            | V            | N            | P            | Gf           | Gs           | G      | V      | N      | P      | Gf     | Gs     | DR |
| ----------------- | ----- | ------- | ------- | ------- | ------- | ------- | ------- | ------------ | ------------ | ------------ | ------------ | ------------ | ------------ | ------ | ------ | ------ | ------ | ------ | ------ | -- |
| Regionalliga nord | 54    | 18      | 10      | 3       | 5       | 20      | 17      | 18           | 5            | 6            | 7            | 26           | 31           | 36     | 15     | 9      | 12     | 46     | 48     | -2 |
| Totale            | 54    | 18      | 10      | 3       | 5       | 20      | 17      | 18           | 5            | 6            | 7            | 26           | 31           | 36     | 15     | 9      | 12     | 46     | 48     | -2 |

### Andamento in campionato
| Giornata  | 1  | 2  | 3  | 4  | 5  | 6  | 7  | 8  | 9  | 10 | 11 | 12 | 13 | 14 | 15 | 16 | 17 | 18 | 19 | 20 | 21 | 22 | 23 | 24 | 25 | 26 | 27 | 28 | 29 | 30 | 31 | 32 | 33 | 34 | 35 | 36 | 37 | 38 |
| --------- | -- | -- | -- | -- | -- | -- | -- | -- | -- | -- | -- | -- | -- | -- | -- | -- | -- | -- | -- | -- | -- | -- | -- | -- | -- | -- | -- | -- | -- | -- | -- | -- | -- | -- | -- | -- | -- | -- |
| Luogo     | C  | T  | C  | T  | C  | C  | C  | T  | C  | T  | C  | T  | C  | T  |    | C  | T  | C  | T  | T  | C  | T  | C  | T  | T  | T  | C  | T  | C  | T  | C  | T  | C  |    | T  | C  | T  | C  |
| Risultato | P  | P  | N  | N  | P  | N  | N  | V  | V  | P  | V  | V  | P  | P  |    | V  | N  | P  | N  | N  | V  | P  | P  | V  | P  | P  | V  | V  | V  | N  | V  | N  | V  |    | V  | V  | P  | V  |
| Posizione | 16 | 18 | 18 | 16 | 17 | 17 | 17 | 16 | 12 | 14 | 12 | 11 | 13 | 13 | 13 | 11 | 11 | 12 | 13 | 13 | 11 | 12 | 13 | 12 | 13 | 16 | 13 | 11 | 9  | 9  | 9  | 9  | 8  | 8  | 8  | 6  | 7  | 5  |

Legenda:

Luogo: C = Casa; T = Trasferta. Risultato: V = Vittoria; N = Pareggio; P = Sconfitta.

### Statistiche dei giocatori
| M. Bach             | 15 | 2 | 5 | 0 |
| K. Baumann          | 30 | 0 | 3 | 2 |
| M. Bayertz          | 30 | 2 | 5 | 0 |
| M. Celik            | 2  | 0 | 1 | 0 |
| O. Ebersbach        | 27 | 4 | 4 | 0 |
| D. Embers           | 10 | 1 | 0 | 0 |
| H. Gaißmayer        | 18 | 2 | 0 | 0 |
| A. Gensler          | 32 | 4 | 8 | 0 |
| T. Gensler          | 1  | 0 | 0 | 0 |
| D. Heinzmann        | 14 | 5 | 1 | 0 |
| V. Hyza             | 27 | 0 | 2 | 0 |
| D. Kalaycı          | 0  | 0 | 0 | 0 |
| A. Kobylański       | 7  | 0 | 0 | 0 |
| A. Kohout           | 22 | 4 | 1 | 1 |
| D. Malura           | 6  | 0 | 1 | 0 |
| C. Maly             | 34 | 0 | 2 | 1 |
| B. Mehnert          | 15 | 0 | 2 | 0 |
| S. Nachtigall       | 11 | 0 | 1 | 0 |
| M. Narewsky         | 34 | 6 | 4 | 0 |
| N. Pfingsten-Reddig | 34 | 4 | 6 | 0 |
| N. Reckert          | 14 | 1 | 4 | 0 |
| T. Rietz            | 1  | 0 | 0 | 0 |
| D. Schell           | 3  | 0 | 0 | 0 |
| M. Schulz           | 1  | 0 | 0 | 0 |
| F. Schön            | 2  | 0 | 1 | 0 |
| M. Sowislo          | 21 | 1 | 1 | 0 |
| M. Stuckmann        | 33 | 3 | 5 | 0 |
| J. Tavarez          | 29 | 4 | 4 | 1 |
| M. Terranova        | 10 | 0 | 3 | 0 |
| A. Wiwerink         | 16 | 1 | 2 | 0 |